# Terratrèmol de Catalunya de 1428
El terratrèmol de Catalunya 1428, conegut popularment com el terratrèmol de la Candelera, ocorregué el 2 de febrer de 1428 amb l'epicentre situat prop de Camprodon. El moviment va assolir una intensitat de 9 i una magnitud de 6,5, i va ocasionar danys a tot el Principat de Catalunya i també als Comtats (Catalunya del Nord). Fou el darrer d'una sèrie de terratrèmols que començà al març de 1427 a Amer, seguit per un altre el 15 de maig de 1427 a Olot i aquest del 1428 què es considerà el més intens que ha patit Catalunya des del primer documentat el 1373. Causà més de mil morts entre: Camprodon (200), Puigcerdà (100-300, per l'enfonsament de l'església), Barcelona (20-30, a Santa Maria del Mar), i la pràctica totalitat dels habitants de Queralbs.
Entre els danys documentats apareixen:
- Campanar i cimbori del monestir de Sant Joan de les Abadesses
- Danys al monestir de Ripoll
- Danys a la rosassa de Santa Maria del Mar a Barcelona[4]
- Destrucció de l'alberg i la capella de Núria
- Destrucció total dels municipis de Tortellà i Queralbs
- Monestir de Sant Llorenç prop Bagà, derruït parcialment.
- Campanar d'Arles.
- Abadia de Sant Martí del Canigó
- Monestir de Fontclara a Banyuls dels Aspres
- Santa Margarida de Sacot, al fons del cràter del volcà de Santa Margarida